# 4446 Carolyn
4446 Carolyn è un asteroide della fascia principale. Scoperto nel 1985, presenta un'orbita caratterizzata da un semiasse maggiore pari a 3,9852604 UA e da un'eccentricità di 0,2818781, inclinata di 7,24159° rispetto all'eclittica.
L'asetroide è dedicato all'astronoma statunitense Carolyn Jean Spellmann Shoemaker.